# Sasayaka na Inori
Singles de Every Little Thing
Kiwoku
(2002) Untitled (...)
(2002)
Sasayaka na Inori (ささやかな祈り) est le 21e single du groupe Every Little Thing.

## Présentation
Le single sort le 16 août 2002 au Japon sur le label Avex Trax, trois mois après le précédent single du groupe, Kiwoku. Il atteint la 5e place du classement des ventes hebdomadaire de l'Oricon, et reste classé pendant sept semaines. Il est alors le single le moins vendu du groupe. 
Le single contient trois chansons et leurs versions instrumentales. La chanson-titre Sasayaka na Inori a été utilisée comme générique de l'émission télévisée Yajiuma Plus.  Elle figurera sur le cinquième album du groupe, Many Pieces qui sortira sept mois plus tard, puis sur ses compilations de singles Every Best Single 2 de 2003 et Every Best Single - Complete de 2009. Elle sera aussi reprise en version acoustique sur son album de reprises Acoustic : Latte de 2005.
La deuxième chanson, Ambivalence, a été utilisée comme thème musical lors des retransmissions télévisées du tournoi de tennis féminin Toyota Princess Cup 2002, et figurera aussi sur l'album Many Pieces. La troisième chanson, Daisy, ne figurera sur aucun album du groupe.

## Liste des pistes
Toutes les paroles sont écrites par Kaori Mochida, toute la musique est composée par Kunio Tago.
| CD    | CD                                                    | CD                | CD    | CD | CD | CD | CD | CD | CD |
| No    | Titre                                                 | Arrangements      | Durée |    |    |    |    |    |    |
| ----- | ----------------------------------------------------- | ----------------- | ----- | -- | -- | -- | -- | -- | -- |
| 1.    | Sasayaka na Inori (ささやかな祈り)                    | Expo, ELT         | 4:55  |    |    |    |    |    |    |
| 2.    | Ambivalence (AMBIVALENCE)                             | Akira Murata, ELT | 4:33  |    |    |    |    |    |    |
| 3.    | Daisy (デージー)                                      | Expo, ELT         | 4:13  |    |    |    |    |    |    |
| 4.    | Sasayaka na Inori (Instrumental) (ささやかな祈り ...) |                   | 4:54  |    |    |    |    |    |    |
| 5.    | Ambivalence (Instrumental) (AMBIVALENCE ...)          |                   | 4:34  |    |    |    |    |    |    |
| 6.    | Daisy (Instrumental) (デージー ...)                   |                   | 4:14  |    |    |    |    |    |    |
| 27:23 |                                                       |                   |       |    |    |    |    |    |    |